# Sutrio
Sutrio (friülà Sudri ) és un municipi italià, dins de la província d'Udine. És situat dins la Val Bût, a la Cjargne. L'any 2007 tenia 1.373 habitants. Limita amb els municipis d'Arta Terme, Cercivento, Lauco, Ovaro, Paluzza, Ravascletto i Zuglio.

## Administració
| Període | Identitat        | Partit        |
| ------- | ---------------- | ------------- |
| 2004-   | Sergio Straulino | Llista cívica |